# Peter Holm (museumsdirektør)
 Der er flere personer med dette navn, se Peter Holm.
Peter Holm (14. maj 1873 i Aarhus – 1. februar 1950 smst.) var en dansk museumsdirektør og hoveddrivkraften i købstadsmuseet Den Gamle By i Aarhus 1914–45.
Han var oprindeligt lærer (eksamen fra Jonstrup Seminarium 1891) og translatør. Sideløbende havde han stor interesse for historie. Arbejdet med Den Gamle By blev hans livsopgave.
Peter Holm deltog i opbygningen af en historisk udstilling på Landsudstillingen 1909 i Aarhus. Dele af denne udstilling, herunder købmandsgården Den gamle Borgmestergård, blev i 1914 genopbygget i Den Gamle By.
I sit godt 30-årige virke i Den Gamle By lykkedes det Peter Holm at redde et halvt hundrede historiske købstadshuse fra nedrivning og skaffe midler til at genrejse dem i Den Gamle By. Hans metode var ofte at kontakte repræsentanter for det pågældende fag og gøre dem interesserede i, at fagets redskaber og metoder blev bevaret.
I 1946 blev han udnævnt til æresdoktor ved Aarhus Universitet.